# Сардачук, Пётр Данилович
Пётр Данилович Сардачук (укр. Петро Данилович Сардачук; 11 июля 1938, село Звозы, Волынское воеводство, Польская Республика (ныне Волынская область Украины — 22 января 2022) — украинский дипломат. Заместитель министра иностранных дел Украины (1999—2001). Чрезвычайный и Полномочный Посол Украины (1994).

## Биография
В 1960 году окончил исторический факультет Львовского государственного университета. Кандидат исторических наук (1970). В 1986 году — Дипломатическую академию МИД СССР.
После окончания университета учительствовал, был директором средней школы. С 1962 по 1984 год — на комсомольской и партийной работе в Киеве, Львове, Ивано-Франковске.
С 1984 по 1985 год — советник Управления социалистических стран Европы МИД СССР.
В 1986—1991 годах работал Генеральным консулом СССР в Кракове Польской Народной Республики.
В 1991 году перешёл на работу в Министерство иностранных дел Украины и в течение 1991—1993 годов работал начальником Консульского управления МИД Украины.
С 30 июля 1993 по 28 декабря 1994 года — Чрезвычайный и Полномочный Посол Украины в Словацкой Республике.
С 28 декабря 1994 по 14 декабря 1998 года — Чрезвычайный и Полномочный Посол Украины в Республике Польша.
С 4 февраля 1999 по 13 ноября 2001 года — заместитель министра иностранных дел Украины.
С 2 октября 2001 по 15 июля 2003 года — Чрезвычайный и Полномочный Посол Украины в Финляндской Республике.
С 25 апреля 2002 по 15 июля 2003 года — Чрезвычайный и Полномочный Посол Украины в Республике Исландия по совместительству.
С 2003 года — советник-консультант МИД Украины.
С 2006 года — на преподавательской работе, заведующий кафедрой международных отношений Прикарпатского национального университета им. В. Стефаника.
Скончался 22 января 2022 года.

## Награды
- Орден «За заслуги» II степени (2000)[12]
- Почётный знак отличия Президента Украины (1996)[13]
- Командорский Крест со звездой ордена Заслуг перед Республикой Польша (1997).
- Орден Дружбы народов
- Орден «Знак Почёта»
- Орден Христа Спасителя Украинской православной церкви Киевского патриархата